# Pfarrkirche Zeltweg

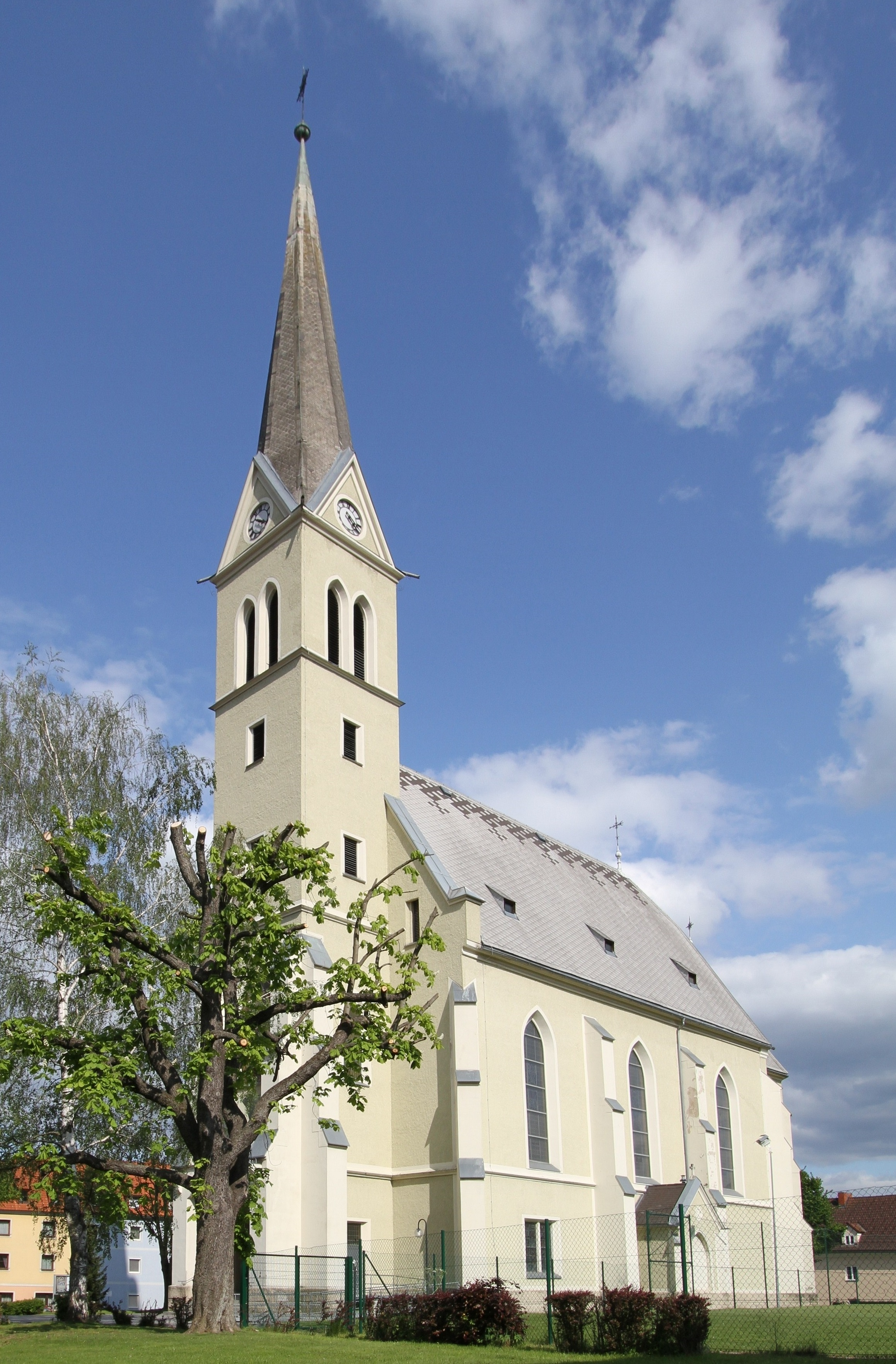
Pfarrkirche Herz Jesu

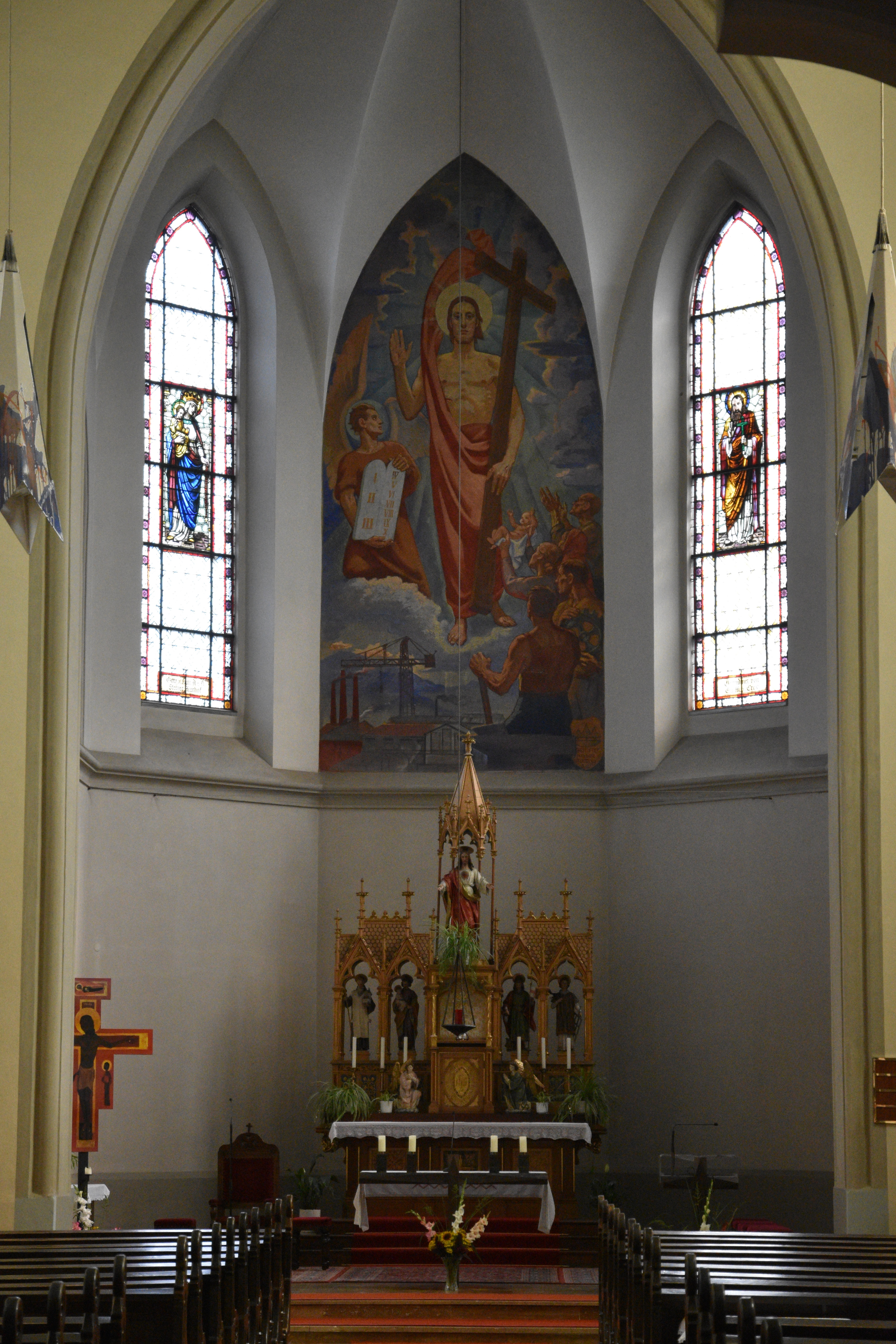
Der Altarraum der Kirche

Die römisch-katholische Pfarrkirche Zeltweg steht am Hauptplatz der Stadt Zeltweg in der Steiermark. Die Pfarrkirche Heiligstes Herz Jesu gehört zum Dekanat Judenburg in der Diözese Graz-Seckau und steht unter Denkmalschutz.

## Geschichte
Die Pfarrkirche wurde von 1904 bis 1906 nach Plänen des Architekten Hans Pascher in neugotischen Formen erbaut. Der Sakralbau wurde 1926 zur Pfarrkirche erhoben. Er war bis 1958 dem Stift St. Lambrecht inkorporiert.

## Ausstattung
Die Einrichtung der Kirche ist neugotisch. Das barocke Taufbecken trägt eine Statue Johannes des Täufers aus dem Ende des 17. Jahrhunderts. Die Kreuzwegreliefs schuf Toni Hafner. Die Orgel aus 1996 wurde von Herbert Gollini für das Konservatorium Eisenstadt gebaut und von Pemmer Orgelbau 2025 nach Zeltweg transferiert.